# Liste de tours de guet aux États-Unis
 (juin 2021).
Cette liste de tours de guet aux États-Unis recense de façon incomplète les tours de guet contre les incendies qui existent aux États-Unis.

## Tours de guet existantes
| Tour de guet                                                  | État                           | Aire protégée                                                     | Registre national des lieux historiques |
| ------------------------------------------------------------- | ------------------------------ | ----------------------------------------------------------------- | --------------------------------------- |
| Acorn Woman Peak Lookout                                      | Oregon                         | Forêt nationale de Rogue River-Siskiyou                           | 29 décembre 2000                        |
| Apgar Fire Lookout                                            | Montana                        | Parc national de Glacier                                          | 16 décembre 1986                        |
| Arab Mountain Fire Observation Station                        | New York                       | Horseshoe Lake Wild Forest                                        | 23 septembre 2001                       |
| Arctic Point Fire Lookout                                     | Idaho                          | Forêt nationale de Payette                                        | 29 août 1994                            |
| Azure Mountain Fire Observation Station                       | New York                       | Debar Mountain Wild Forest                                        | 23 septembre 2001                       |
| Badger Mountain Lookout                                       | Washington                     | —                                                                 | 27 décembre 1990                        |
| Balsam Lake Mountain Fire Observation Station                 | New York                       | Parc Catskill                                                     | 23 septembre 2001                       |
| Bear Mountain Lookout Complex                                 | Arizona                        | Forêt nationale d'Apache-Sitgreaves                               | 28 janvier 1988                         |
| Beech Mountain Lookout Tower                                  | Maine                          | Parc national d'Acadia                                            | —                                       |
| Big Hill Fire Lookout Tower                                   | Tennessee                      | —                                                                 | 28 juin 2021                            |
| Big Springs Lookout Tower                                     | Arizona                        | Forêt nationale de Kaibab                                         | 28 janvier 1988                         |
| Bishop Mountain Lookout                                       | Idaho                          | Forêt nationale de Caribou-Targhee                                | 23 mai 1986                             |
| Black Creek Fire Lookout Tower                                | Tennessee                      | —                                                                 | 15 novembre 2017                        |
| Black Elk Peak Lookout Tower                                  | Dakota du Sud                  | Forêt nationale des Black Hills                                   | 10 mars 1983                            |
| Blue Mountain Fire Observation Station                        | New York                       | Blue Mountain Wild Forest                                         | 23 septembre 2001                       |
| Bluewater Lookout Complex                                     | Nouveau-Mexique                | Forêt nationale de Lincoln                                        | 28 janvier 1988                         |
| Boulder Point Lookout                                         | Montana                        | Forêt nationale de Bitterroot                                     | 25 janvier 2018                         |
| Buck Mountain Lookout Tower                                   | Arizona                        | Forêt nationale de Coconino                                       | 28 janvier 1988                         |
| Buck Rock Lookout                                             | Californie                     | Giant Sequoia National Monument                                   | —                                       |
| Butts Creek Point Fire Lookout                                | Idaho                          | Forêt nationale de Salmon-Challis                                 | 28 décembre 2018                        |
| Carey Dome Fire Lookout                                       | Idaho                          | Forêt nationale de Payette                                        | 25 mars 1994                            |
| Carrisa Lookout Complex                                       | Nouveau-Mexique                | Forêt nationale de Lincoln                                        | 28 janvier 1988                         |
| Chalone Peak Lookout                                          | Californie                     | Parc national des Pinnacles                                       | —                                       |
| Chapin Mesa Lookout                                           | Colorado                       | Parc national de Mesa Verde                                       | —                                       |
| Chelan Butte Lookout                                          | Washington                     | —                                                                 | 27 décembre 1990                        |
| Chenocetah Fire Tower                                         | Tennessee                      | Forêt nationale de Chattahoochee                                  | 11 juin 1984                            |
| Chuck Swan Fire Lookout Tower                                 | Tennessee                      | —                                                                 | 28 juin 2021                            |
| Clay Butte Lookout                                            | Wyoming                        | Forêt nationale de Shoshone                                       | 8 janvier 2014                          |
| Cooper Ridge Lookout Tree                                     | Arizona                        | Forêt nationale de Kaibab                                         | 13 janvier 1992                         |
| Copernicus Peak Lookout Tower                                 | Californie                     | —                                                                 | —                                       |
| Copper Mountain Fire Lookout                                  | Washington                     | Parc national des North Cascades                                  | 10 février 1989                         |
| Corral Lake Lookout Tree                                      | Arizona                        | Forêt nationale de Kaibab                                         | 13 janvier 1992                         |
| Cougar Peak Lookout                                           | Montana                        | Forêt nationale de Lolo                                           | 6 août 2018                             |
| Crane Flat Fire Lookout                                       | Californie                     | Parc national de Yosemite                                         | 4 avril 1996                            |
| Crossroads Fire Tower                                         | Arkansas                       | —                                                                 | 2 mars 2006                             |
| Deer Springs Lookout Complex                                  | Arizona                        | Forêt nationale d'Apache-Sitgreaves                               | 28 janvier 1988                         |
| Delilah Lookout                                               | Californie                     | Forêt nationale de Sequoia                                        | —                                       |
| Desolation Peak Lookout                                       | Washington                     | Ross Lake National Recreation Area                                | 10 février 1989                         |
| Devil's Head Lookout                                          | Colorado                       | Forêt nationale de Pike                                           | 13 juin 2003                            |
| Dickinson Hill Fire Tower                                     | New York                       | —                                                                 | 6 mai 2011                              |
| Dodger Point Fire Lookout                                     | Washington                     | Parc national Olympique                                           | 13 juillet 2007                         |
| Double Arrow Lookout                                          | Montana                        | Forêt nationale de Lolo                                           | 25 janvier 2018                         |
| Duncannon Forest Fire Lookout Tower                           | Pennsylvanie                   | —                                                                 | —                                       |
| Dutchman Peak Lookout                                         | Oregon                         | Forêt nationale de Rogue River-Siskiyou                           | 29 décembre 2000                        |
| El Caso Lookout Complex                                       | Nouveau-Mexique                | Forêt nationale de Gila                                           | 28 janvier 1988                         |
| English Mountain Fire Lookout Tower                           | Tennessee                      | —                                                                 | 20 novembre 2015                        |
| Evergreen Mountain Lookout                                    | Washington                     | Forêt nationale du mont Baker-Snoqualmie                          | 14 juillet 1987                         |
| Fall Creek Falls Fire Lookout Tower                           | Tennessee                      | Parc d'État de Fall Creek Falls                                   | 21 juillet 2015                         |
| Fifield Fire Lookout Tower                                    | Wisconsin                      | Forêt nationale de Chequamegon-Nicolet                            | 3 juillet 2007                          |
| Fracas Lookout Tree                                           | Arizona                        | Forêt nationale de Kaibab                                         | 13 janvier 1992                         |
| Gardiner Peak Lookout                                         | Idaho                          | Forêt nationale de Bitterroot                                     | 6 avril 2018                            |
| Gird Point Lookout                                            | Montana                        | Forêt nationale de Bitterroot                                     | 6 avril 2018                            |
| Glorieta Baldy Lookout Tower                                  | Nouveau-Mexique                | Forêt nationale de Santa Fe                                       | 27 janvier 1988                         |
| Gobbler's Knob Fire Lookout                                   | Washington                     | Parc national du mont Rainier                                     | 13 mars 1991                            |
| Grandview Lookout Tower and Cabin                             | Arizona                        | Forêt nationale de Kaibab                                         | 28 janvier 1988                         |
| Grandview Lookout Tree                                        | Arizona                        | Forêt nationale de Kaibab                                         | 13 janvier 1992                         |
| Green Mountain Lookout                                        | Washington                     | Forêt nationale du mont Baker-Snoqualmie                          | 22 février 1988                         |
| Groundhog Mountain Tower                                      | Virginie                       | Blue Ridge Parkway                                                | —                                       |
| Hadley Mountain Fire Observation Station                      | New York                       | Wilcox Lake Wild Forest                                           | 23 septembre 2001                       |
| Harlem Fire Watchtower                                        | New York                       | —                                                                 | 21 juin 1976                            |
| Heaven's Peak Fire Lookout                                    | Montana                        | Parc national de Glacier                                          | 19 décembre 1986                        |
| Heliograph Lookout Complex                                    | Arizona                        | Forêt nationale de Coronado                                       | 28 janvier 1988                         |
| Henness Ridge Fire Lookout                                    | Californie                     | Parc national de Yosemite                                         | —                                       |
| Hershberger Mountain Lookout                                  | Oregon                         | Forêt nationale de Rogue River-Siskiyou, forêt nationale d'Umpqua | 29 décembre 2000                        |
| Hidden Lake Peak Lookout                                      | Washington                     | Forêt nationale du mont Baker-Snoqualmie                          | 14 juillet 1987                         |
| High Knob Fire Tower                                          | Virginie, Virginie-Occidentale | Forêts nationales de George Washington et de Jefferson            | —                                       |
| Hillsboro Peak Lookout Tower and Cabin                        | Nouveau-Mexique                | Forêt nationale de Gila                                           | 28 janvier 1988                         |
| Hoodoo Ridge Lookout                                          | Oregon                         | Forêt nationale d'Umatilla                                        | 26 mai 2015                             |
| Hornet Lookout                                                | Montana                        | Forêt nationale de Flathead                                       | 19 août 1983                            |
| Huckleberry Fire Lookout                                      | Montana                        | Parc national de Glacier                                          | 14 février 1986                         |
| Huckleberry Mountain Fire Lookout                             | Wyoming                        | Forêt nationale de Bridger-Teton                                  | 8 juillet 1983                          |
| Hull Tank Lookout Tree                                        | Arizona                        | Forêt nationale de Kaibab                                         | 13 janvier 1992                         |
| Hunter Mountain Fire Tower                                    | New York                       | Parc Catskill                                                     | 30 juin 1997                            |
| Hurricane Mountain Fire Observation Station                   | New York                       | Parc Adirondack                                                   | 29 janvier 2007                         |
| Hyde Mountain Lookout House                                   | Arizona                        | Forêt nationale de Prescott                                       | 28 janvier 1988                         |
| Indian Mountain Fire Lookout                                  | Idaho                          | Forêt nationale de Payette                                        | 11 août 2022                            |
| Ishpeming Fire Tower                                          | Michigan                       | Parc national de l'Isle Royale                                    | 5 janvier 2021                          |
| Jacob Lake Lookout Tower                                      | Arizona                        | Forêt nationale de Kaibab                                         | 28 janvier 1988                         |
| James T. Saban Lookout                                        | Wyoming                        | Forêt nationale de Bighorn                                        | 15 novembre 2016                        |
| Kane Mountain Fire Observation Station                        | New York                       | Shaker Mountain Wild Forest                                       | 23 septembre 2001                       |
| Kettlefoot Fire Lookout Tower                                 | Tennessee                      | Forêt nationale de Cherokee                                       | 20 novembre 2015                        |
| Lake Mountain Lookout Complex                                 | Arizona                        | Forêt nationale d'Apache-Sitgreaves                               | 28 janvier 1988                         |
| Lava Butte Lookout                                            | Oregon                         | Newberry National Volcanic Monument                               | —                                       |
| Leach Fire Lookout Tower                                      | Tennessee                      | —                                                                 | 14 novembre 2017                        |
| Lee Butte Lookout Tower and Cabin                             | Arizona                        | Forêt nationale de Coconino                                       | 28 janvier 1988                         |
| Lemmon Rock Lookout House                                     | Arizona                        | Forêt nationale de Coronado                                       | 28 janvier 1988                         |
| Little Mountain Lookout Tree                                  | Arizona                        | Forêt nationale de Kaibab                                         | 13 janvier 1992                         |
| Loneman Fire Lookout                                          | Montana                        | Parc national de Glacier                                          | 14 février 1986                         |
| Look See Tree                                                 | Arkansas                       | —                                                                 | 23 janvier 2008                         |
| Loon Lake Mountain Fire Observation Station                   | New York                       | Debar Mountain Wild Forest                                        | 5 décembre 2008                         |
| Mallard Peak Lookout                                          | Idaho                          | Forêt nationale de Clearwater, forêt nationale de St. Joe         | 12 avril 1984                           |
| Mangas Mountain Lookout Complex                               | Nouveau-Mexique                | Forêt nationale de Gila                                           | 28 janvier 1988                         |
| McCart Fire Lookout                                           | Montana                        | Forêt nationale de Bitterroot                                     | 19 juin 1996                            |
| Medicine Point Lookout                                        | Montana                        | Forêt nationale de Bitterroot                                     | 6 avril 2018                            |
| Meramec State Park Lookout House and Observation Tower        | Missouri                       | —                                                                 | 28 février 1985                         |
| Mineral Peak Lookout                                          | Montana                        | Forêt nationale de Lolo                                           | 29 janvier 2018                         |
| Miners Ridge Lookout                                          | Washington                     | Forêt nationale du mont Baker-Snoqualmie                          | 19 juillet 1987                         |
| Mingus Lookout Complex                                        | Arizona                        | Forêt nationale de Prescott                                       | 28 janvier 1988                         |
| Monjeau Lookout                                               | Arizona                        | Forêt nationale de Lincoln                                        | 27 janvier 1988                         |
| Moore Lookout Tower                                           | Mississippi                    | Forêt nationale de Bienville                                      | 28 octobre 1999                         |
| Mount Adams Fire Observation Station                          | New York                       | Parc Adirondack                                                   | 12 avril 2006                           |
| Mount Brown Fire Lookout                                      | Montana                        | Parc national de Glacier                                          | 16 décembre 1986                        |
| Mount Cammerer Fire Lookout                                   | Tennessee                      | Parc national des Great Smoky Mountains                           | 12 juin 2019                            |
| Mount Constitution Lookout Tower                              | Washington                     | Parc d'État Moran, San Juan Islands National Monument             | —                                       |
| Mount Coolidge Lookout Tower                                  | Dakota du Sud                  | Parc d'État de Custer                                             | —                                       |
| Mount Fremont Fire Lookout                                    | Washington                     | Parc national du mont Rainier                                     | 13 mars 1991                            |
| Mount Spokane Vista House                                     | Washington                     | Mount Spokane State Park                                          | 7 décembre 2018                         |
| Mount Stella Lookout                                          | Oregon                         | Forêt nationale de Rogue River-Siskiyou                           | 29 décembre 2000                        |
| Mount Sterling Tower                                          | Caroline du Nord               | Parc national des Great Smoky Mountains                           | —                                       |
| Mount Tremper Fire Observation Station                        | New York                       | Parc Catskill                                                     | 23 septembre 2001                       |
| Mountain Fire Lookout Tower                                   | Wisconsin                      | Forêt nationale de Nicolet                                        | 19 août 2008                            |
| Mt. Beacon Fire Observation Tower                             | New York                       | Hudson Highlands State Park                                       | 23 octobre 2009                         |
| New Feldtmann Fire Tower                                      | Michigan                       | Parc national de l'Isle Royale                                    | 5 janvier 2021                          |
| Numa Ridge Fire Lookout                                       | Montana                        | Parc national de Glacier                                          | 14 février 1986                         |
| Ojibway Fire Tower                                            | Michigan                       | Parc national de l'Isle Royale                                    | 6 avril 2021                            |
| Park Butte Lookout                                            | Washington                     | Forêt nationale du mont Baker-Snoqualmie                          | 14 juillet 1987                         |
| Park Point Lookout                                            | Colorado                       | Parc national de Mesa Verde                                       | —                                       |
| Park Ridge Lookout                                            | Californie                     | Parc national de Kings Canyon                                     | —                                       |
| Pequot Fire Lookout Tower                                     | Minnesota                      | —                                                                 | 10 juillet 2017                         |
| Pillsbury Mountain Forest Fire Observation Station            | New York                       | Jessup River Wild Forest                                          | 9 septembre 2010                        |
| Poke-O-Moonshine Mountain Fire Observation Station            | New York                       | Taylor Pond Wild Forest                                           | 23 septembre 2001                       |
| Poker Jim Butte Fire Lookout                                  | Montana                        | Forêt nationale de Custer                                         | 1er septembre 2022                      |
| Promontory Butte Lookout Complex                              | Arizona                        | Forêt nationale d'Apache-Sitgreaves                               | 28 janvier 1988                         |
| Prospect Peak Fire Lookout                                    | Californie                     | Parc national volcanique de Lassen                                | 30 mars 1978                            |
| PS Knoll Lookout Complex                                      | Arizona                        | Forêt nationale d'Apache-Sitgreaves                               | 28 janvier 1988                         |
| Rankin Ridge Lookout Tower                                    | Dakota du Sud                  | Parc national de Wind Cave                                        | —                                       |
| Red Hill Fire Observation Station                             | New York                       | Parc Catskill                                                     | 23 septembre 2001                       |
| Reeds Peak Lookout Tower                                      | Nouveau-Mexique                | Forêt nationale de Gila                                           | 28 janvier 1988                         |
| Ripley Fire Lookout Tower                                     | Tennessee                      | —                                                                 | 9 mars 2020                             |
| Rock Rift Fire Observation Tower                              | New York                       | —                                                                 | 7 décembre 2018                         |
| Ruidoso Lookout Tower                                         | Nouveau-Mexique                | Forêt nationale de Lincoln                                        | 27 janvier 1988                         |
| Salmon Mountain Lookout                                       | Idaho                          | Forêt nationale de Bitterroot                                     | 6 avril 2018                            |
| Sardine Peak Lookout                                          | Californie                     | Forêt nationale de Tahoe                                          | —                                       |
| Scalplock Mountain Fire Lookout                               | Montana                        | Parc national de Glacier                                          | 14 février 1986                         |
| Schonchin Butte Fire Lookout                                  | Californie                     | Lava Beds National Monument                                       | 5 septembre 2017                        |
| Sewanee Fire Lookout Tower                                    | Tennessee                      | —                                                                 | 31 mars 2015                            |
| Shadow Mountain Lookout                                       | Colorado                       | Parc national de Rocky Mountain                                   | 2 août 1978                             |
| Shriner Peak Fire Lookout                                     | Washington                     | Parc national du mont Rainier                                     | 13 mars 1991                            |
| Silver Peak Lookout Complex                                   | Arizona                        | Forêt nationale de Coronado                                       | 28 janvier 1988                         |
| Snowy Mountain Fire Observation Station                       | New York                       | Parc Adirondack                                                   | 23 septembre 2001                       |
| Sourdough Mountain Lookout                                    | Washington                     | Parc national des North Cascades                                  | 10 février 1989                         |
| St. Croix State Park Fire Tower                               | Minnesota                      | Parc d'État de Saint Croix                                        | —                                       |
| St. Mary Peak Lookout                                         | Montana                        | Forêt nationale de Bitterroot                                     | 6 avril 2018                            |
| St. Regis Mountain Fire Observation Station                   | New York                       | Saint Regis Canoe Area                                            | 15 mars 2005                            |
| Sterling Mountain Fire Observation Tower and Observer's Cabin | New York                       | Sterling Forest State Park                                        | 28 juillet 2006                         |
| Stillwater Mountain Fire Observation Station                  | New York                       | Parc Adirondack                                                   | 18 septembre 2017                       |
| Stratton Mountain Lookout Tower                               | Vermont                        | Forêt nationale de Green Mountain                                 | 17 juin 1992                            |
| Sugarloaf Fire Tower                                          | Arkansas                       | Forêt nationale d'Ozark-St. Francis                               | 11 septembre 1995                       |
| Sugarloaf Peak Lookout                                        | Washington                     | Forêt nationale de Wenatchee                                      | 27 décembre 1990                        |
| Summit Mountain Lookout Tree                                  | Arizona                        | Forêt nationale de Kaibab                                         | 13 janvier 1992                         |
| Suntop Lookout                                                | Washington                     | Forêt nationale du mont Baker-Snoqualmie                          | 14 juillet 1987                         |
| Swiftcurrent Fire Lookout                                     | Montana                        | Parc national de Glacier                                          | 16 décembre 1986                        |
| Tall Peak Fire Tower                                          | Arkansas                       | Forêt nationale d'Ouachita                                        | 20 octobre 1993                         |
| Tater Point Lookout Tree                                      | Arizona                        | Forêt nationale de Kaibab                                         | 13 janvier 1992                         |
| Telephone Hill Lookout Tree                                   | Arizona                        | Forêt nationale de Kaibab                                         | 13 janvier 1992                         |
| Three Fingers Lookout                                         | Washington                     | Forêt nationale du mont Baker-Snoqualmie                          | 14 juillet 1987                         |
| Tipover Lookout Tree                                          | Arizona                        | Forêt nationale de Kaibab                                         | 13 janvier 1992                         |
| Tolmie Peak Fire Lookout                                      | Washington                     | Parc national du mont Rainier                                     | 18 février 1997                         |
| Tusayan Lookout Tree                                          | Arizona                        | Forêt nationale de Kaibab                                         | 13 janvier 1992                         |
| Twinton Fire Lookout Tower                                    | Tennessee                      | —                                                                 | 28 juin 2021                            |
| Tyee Mountain Lookout                                         | Washington                     | Forêt nationale de Wenatchee                                      | 27 décembre 1990                        |
| Udell Lookout Tower                                           | Michigan                       | Forêt nationale de Manistee                                       | 22 août 1996                            |
| Union Lookout                                                 | Illinois                       | Trail of Tears State Forest                                       | 5 février 2003                          |
| Ute Mountain Fire Tower                                       | Utah                           | Forêt nationale d'Ashley                                          | 10 avril 1980                           |
| Warren County Fire Tower                                      | Caroline du Nord               | —                                                                 | 3 mars 2000                             |
| Wakely Mountain Fire Observation Station                      | New York                       | Parc Adirondack                                                   | 3 octobre 2003                          |
| Watchman Lookout Station                                      | Oregon                         | Parc national de Crater Lake                                      | 1er décembre 1988                       |
| Webb Peak Lookout Tower                                       | Arizona                        | Forêt nationale de Coronado                                       | 28 janvier 1988                         |
| Weed Lookout Tower                                            | Nouveau-Mexique                | Forêt nationale de Lincoln                                        | 28 janvier 1988                         |
| West Fork Butte Lookout                                       | Montana                        | Forêt nationale de Lolo                                           | 25 janvier 2018                         |
| West Peak Lookout Tower                                       | Arizona                        | Forêt nationale de Coronado                                       | 28 janvier 1988                         |
| Winchester Mountain Lookout                                   | Washington                     | Forêt nationale du mont Baker-Snoqualmie                          | 14 juillet 1987                         |
| Wofford Lookout Complex                                       | Nouveau-Mexique                | Forêt nationale de Lincoln                                        | 28 janvier 1988                         |
| Woody Mountain Lookout Tower                                  | Arizona                        | Forêt nationale de Coconino                                       | 28 janvier 1988                         |
| Yellow River State Forest Fire Tower                          | Iowa                           | Yellow River State Forest                                         | 14 septembre 2021                       |

## Tours de guet disparues
| Tour de guet                | État       | Aire protégée                      | Registre national des lieux historiques |
| --------------------------- | ---------- | ---------------------------------- | --------------------------------------- |
| Atascosa Lookout House      | Arizona    | Forêt nationale de Coronado        | 28 janvier 1988                         |
| Barfoot Lookout Complex     | Arizona    | Forêt nationale de Coronado        | 28 janvier 1988                         |
| Bull of the Woods Lookout   | Oregon     | Forêt nationale du Mont Hood       | —                                       |
| Lassen Peak Lookout         | Californie | Parc national volcanique de Lassen | —                                       |
| Mount Harkness Fire Lookout | Californie | Parc national volcanique de Lassen | 19 juin 2017                            |